# Aeroporto di Benevento-Olivola
L'aeroporto di Benevento-Olivola è un'aviosuperficie per traffico di ultraleggeri a motore, situato a 5 km da Benevento, nella contrada Olivola. In passato è stato un aeroporto militare usato durante la seconda guerra mondiale.

## Storia
Fu costruito all'inizio degli anni trenta dalle truppe della Regia Aeronautica come base operativa italiana e della Luftwaffe. Dalla fine degli anni sessanta il sedime dell'aeroporto è tornato a far parte del demanio civile rimanendo abbandonato per diversi anni.
In epoca contemporanea l'aeroporto viene usato come aviosuperficie per un traffico di ultraleggeri a motore. Nel 2004 è stato intitolato al generale Nicola Collarile.

## Trasporti
- Auto:
  -  Strada statale 372 Telesina uscite Benevento Ovest, Campobasso e Ponte-Torrecuso.
- Treno: stazione di Benevento a 5 km.